# Craig Davies
Craig Davies (*Telford, Inglaterra, 9 de enero de 1986) es un ex-futbolista galés. Jugaba de delantero y su último equipo fue el Mansfield Town Football Club.

## Selección nacional
Ha sido internacional con la Selección nacional de fútbol de Gales, ha jugado 7 partidos internacionales.
Su debut internacional fue como suplente en un empate sin goles con Eslovenia el 17 de agosto de 2005.  Dos meses más tarde se retiró de la selección internacional por razones personales.

## Trayectoria
Davies comenzó su carrera en el Manchester City, aunque se convirtió en un habitual del primer equipo en Oxford United entre 2004 y 2006. Pasó un breve tiempo en Italia con Hellas Verona. Regresó rápidamente a Inglaterra cedido con Wolverhampton Wanderers antes de firmar con Oldham Athletic en 2007. Pasó un tiempo cedido con Stockport County en 2008, dejó Oldham al año siguiente y firmó con Brighton & Hove Albion. Disfrutando de períodos de préstamo con Yeovil Town y Port Vale , se transfirió permanentemente a Chesterfield en 2010, a quien ayudó a ganar el título de la League Two en su primera temporada. Firmó con Barnsley en julio de 2011 antes de ser vendido a Bolton Wanderers por £ 300,000 en enero de 2013. Se unió a Preston North End en préstamo 12 meses después de perder su lugar en el equipo de Bolton. Fichó por el Wigan Athletic en julio de 2015 y ayudó al club a ascender como campeón de la League One. Se incorporó al Scunthorpe United en enero de 2017 y se reincorporó al Oldham Athletic cinco meses después. Fue vendido al Mansfield Town en junio de 2018 y permaneció en el club durante dos años. 
Se retiraria en el año 2020.

## Vida personal
En mayo de 2007, se le impuso una sentencia de cuatro meses de prisión en suspenso por acoso y se le dio una orden de restricción de cinco años que le prohibía contactar con su exnovia.  En febrero de 2015, se le llamó  «buen samaritano» después de ayudar a una pareja de ancianos que había sufrido una avería en un coche de alquiler. 

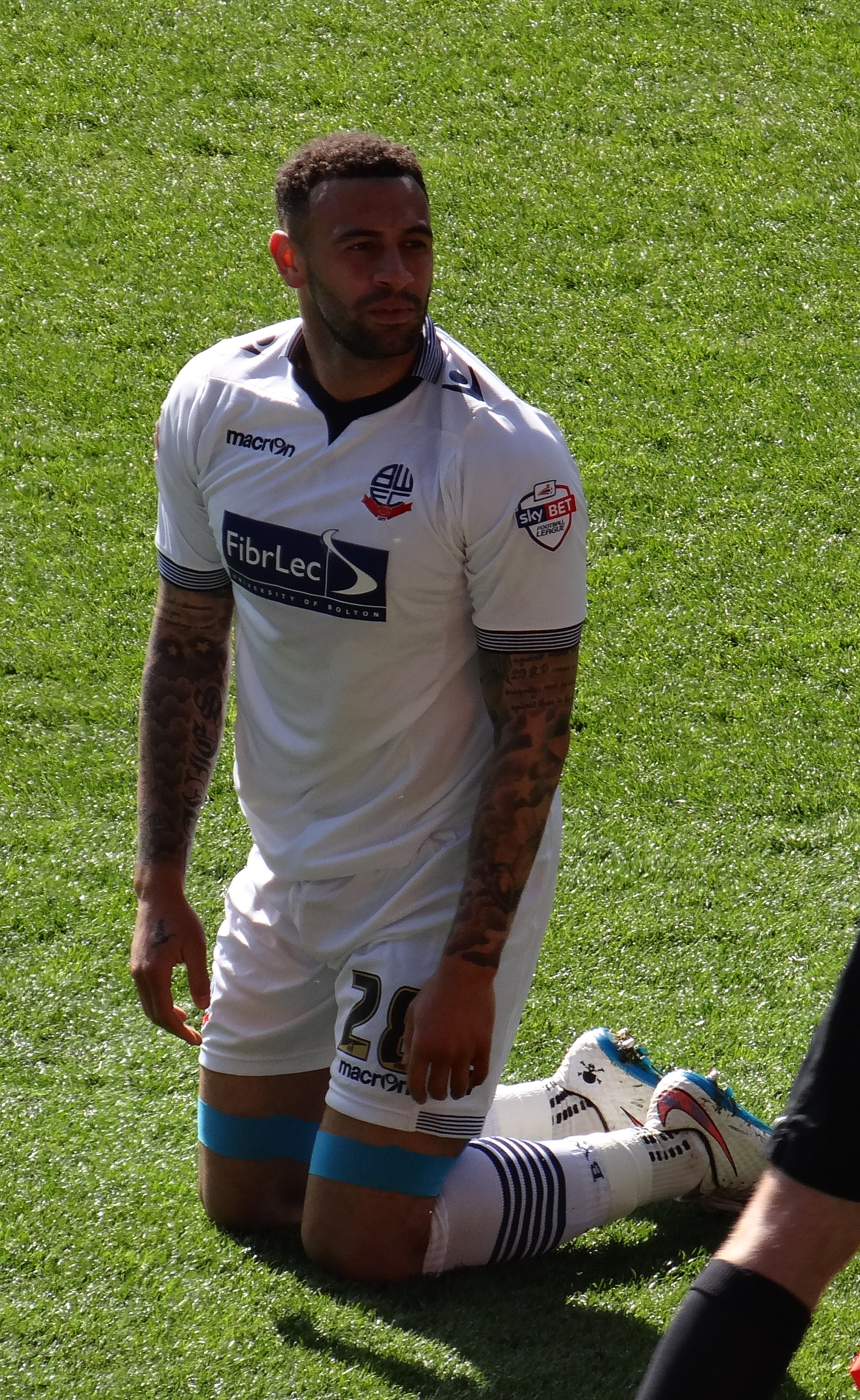
Craig Davies en 2015 jugando para el Bolton Wanders.

## Clubes
| Club                             | País       | Año       |
| -------------------------------- | ---------- | --------- |
| Manchester City                  | Inglaterra | 2003-2004 |
| Oxford United                    | Inglaterra | 2004-2006 |
| Hellas Verona                    | Italia     | 2006-2007 |
| Wolverhampton Wanderers (Cesión) | Inglaterra | 2006-2007 |
| Oldham Athletic                  | Inglaterra | 2007-2009 |
| Stockport County (Cesión)        | Inglaterra | 2008-2009 |
| Brighton & Hove Albion           | Inglaterra | 2009-2010 |
| Yeovil Town (Cesión)             | Inglaterra | 2009      |
| Port Vale FC (Cesión)            | Inglaterra | 2010      |
| Chesterfield FC                  | Inglaterra | 2010-2011 |
| Barnsley FC                      | Inglaterra | 2011-2013 |
| Bolton Wanderers                 | Inglaterra | 2013-2015 |
| Preston North End                | Inglaterra | 2014      |
| Wigan Athletic                   | Inglaterra | 2015-2017 |
| Scunthorpe United                | Inglaterra | 2017      |
| Oldham Athletic                  | Inglaterra | 2017-2018 |
| Mansfield Town                   | Inglaterra | 2018-2020 |

## Palmarés

### Campeonatos nacionales
| Título              | Club            | País       | Año     |
| ------------------- | --------------- | ---------- | ------- |
| Football League Two | Chesterfield FC | Inglaterra | 2011    |
| Football League One | Wigan Athletic  | Inglaterra | 2015-16 |